# Nnewi
Nnewi ist eine Stadt im Bundesstaat Anambra in Nigeria. Die Stadt gilt als ein kulturelles Zentrum der Igbo und eine alte Königsstadt, die im 21. Jahrhundert eine wichtige Industrie- und Marktstadt ist. Die Einwohnerzahl der Nnewi betrug bei der Volkszählung von 1991 genau 121.065 Einwohner. Im Jahre 2022 wird die Einwohnerzahl auf der Website der Stadt mit 958.000 angegeben, wobei derartige Zahlen in Nigeria mit hoher Unsicherheit belastet sind. Mit umliegenden Gebieten soll die Einwohnerzahl bei über zwei Millionen Menschen liegen.

## Geografie
Die Stadt befindet sich in der tropischen Regenwaldzone im Süden Nigerias. Nnewi liegt südlich von Onitsha, mit der sie eine zunehmend verschmolzene Metropolregion bildet.

## Geschichte
Nweni entstand wahrscheinlich im 15. Jahrhundert. Damals siedelten sich verschiedene Menschen in der Region an und die Kernstadt ist heute in die vier Viertel Otolo, Uruagu, Umudim und Nnewichi aufgeteilt, welche auf verschiedene Abstammungslinien zurückgehen. Nnwei bestand für fünf Jahrhunderte als ein unabhängiges Igbo-Königreich mit dem Namen Anaedo, bevor die Briten im Jahr 1904 die Macht in der Region übernahmen. Bis ins 21. Jahrhundert ist Nnewi der Sitz eines zeremoniellen Herrschers geblieben. Nach dem Ende des Biafra-Konflikts in den 1970er Jahren entwickelte sich Nnewi von einer kleinen Marktstadt zu einem bedeutenden Industriestandort und erlebte ein rasantes Bevölkerungswachstum.

## Wirtschaft
Der zentrale Markt von Nnewi besteht seit dem Jahre 1901. Die Stadt ist ein wichtiges Zentrum des Handels mit Autoteilen und verfügt über verschiedene industrielle Betriebe, welche für das In- und sogar das Ausland produzieren. Die erste inländische Autofabrik in Nigeria befindet sich in der Stadt, die von Innoson Vehicle Manufacturing betrieben wird. Außerhalb des Stadtkerns wird Landwirtschaft betrieben.

## Religion
Die Stadt bildet den Sitz des katholischen Bistum Nnewi.

## Söhne und Töchter der Stadt
- Virginia Etiaba (* 1942) – erste weibliche Gouverneurin eines Nigerianischen Bundesstaates